# 奇利科西鎮區 (伊利諾伊州皮奧里亞縣)
奇利科西鎮區（英語：Chillicothe Township）是位於美國伊利諾伊州皮奧里亞縣的一個行政鎮區。

## 地方資料
根據2010年美國人口普查的數據，奇利科西鎮區的面積為52.90平方千米，當中陸地面積為46.40平方千米，而水域面積為6.50平方千米。當地共有人口8461人，而人口密度為每平方千米159.94人。